# Miłoszyn
Miłoszyn – przysiółek wsi Wilkszyn w Polsce, położony w województwie dolnośląskim, w powiecie średzkim, w gminie Miękinia.
W latach 1975–1998 przysiółek należał administracyjnie do województwa wrocławskiego.
Przysiółek leży tuż przy północno-zachodniej granicy Wrocławia, graniczącego z osiedlem Marszowice i z Lasem Mokrzańskim zaliczanym do osiedla Mokra. Usytuowany jest wzdłuż ulicy Marszowickiej (przedłużenia Wilkszyńskiej) łączącej Wilkszyn z Wrocławiem oraz przy poprzecznej wobec niej ul. Krótkiej.
Miłoszyn wzmiankowano już w 1352 jako folwark należący do opactwa w Lubiążu, później zaś, w 1472, opat Lubiąża potwierdził nadane wcześniej prawa do osadnictwa na zasadach prawa niemieckiego dla wsi Wilkszyn i Miłoszyn. W 1810, po sekularyzacji zakonów, majątkami Wilkszyn i Miłoszyn w imieniu państwa pruskiego zarządzał Królewski Urząd Podatkowy w Środzie Śląskiej.
Miłoszyn ma połączenie autobusowe z Wilkszynem i Wrocławiem linią podmiejską nr 923.